# 타자화
타자화(他者化)는 특정 대상을 말 그대로 다른 존재로 보이게 만듦으로써 분리된 존재로 부각시키는 말과 행동, 사상, 결정 등의 총집합이다.
이는 사회학의 용어에서 출발하였으며 철학, 역사, 정치학 등에서의 적용도 가능하다. 타자화가 문제시되는 이유는 대상의 이질적인 면을 부각시켜 공동체에서 소외되게끔 만들고 대상을 하나의 주체가 아닌 객체로서, 스스로의 목소리를 잃게 만드는 행위이기 때문이다.
정치적 올바름에 반하는 것이기도 하다.